# Martin Behrens
Martin Behrens (* 1967) ist ein habilitierter Sozialwissenschaftler und Referatsleiter für Europäische Arbeitsbeziehungen am Wirtschafts- und Sozialwissenschaftlichen Institut (WSI) in der Hans-Böckler-Stiftung.

## Werdegang
Von 1989 bis 1994 studierte er Sozialwissenschaften an der Georg-August-Universität Göttingen mit dem Abschluss als Diplom-Sozialwirt. Von 1994 bis 1996 war er als wissenschaftlicher Mitarbeiter am Forschungsinstitut Göttingen (SOFI) tätig. Von 1996 bis 2000 absolvierte er ein Promotionsstudium an der School of Industrial and Labor Relations an der Cornell University, Ithaca/NY. Seine Promotion schloss er 2002 und seine Habilitation 2010 ab.
Er lehrt seit 2015 als Privatdozent an der Heinrich-Heine-Universität Düsseldorf.
Behrens ist seit 2011 Mitherausgeber der Zeitschrift Industrielle Beziehungen und seit 2015 Mitglied im Executive Committee der International Labour and Employment Relations Association (ILERA).
Seine Arbeits- und Forschungsschwerpunkte sind Komparative Industrielle Beziehungen, Industrial Relations in den USA, Arbeitgeberverbände und Tarifpolitik, über die er in deutschen und englischsprachigen Fachzeitschriften zahlreiche Aufsätze veröffentlicht hat.

## Schriften
- Learning from the Enemy? Internal Union Restructuring and the Imitation of Management Strategies. Ph.D.-Dissertation, Cornell University, Ithaca/New York 2002 (on file).
- Die Gewerkschaften in den neuen Bundesländern am Beispiel der IG Metall: Tarif- und Industriepolitik. Hans-Böckler-Stiftung, Düsseldorf 1995.
- Das Paradox der Arbeitgeberverbände. edition sigma, Berlin 2011.
- Conflict, arbitration, and dispute resolution in the German workplace. In: International Journal of Conflict Management Vol. 18, No. 2 (2007), S. 175–192.
- Still Married after All These Years? Union Organizing and the Role of Works Councils in German Industrial Relations. In: Industrial and Labor Relations Review Vol. 63, No. 3 (2009), S. 275–293.

## Weblink
- Homepage bei der Hans-Böckler-Stiftung

| Personendaten    | Personendaten                   |
| ---------------- | ------------------------------- |
| NAME             | Behrens, Martin                 |
| KURZBESCHREIBUNG | deutscher Sozialwissenschaftler |
| GEBURTSDATUM     | 1967                            |